# شهرستان کک (تگزاس)
کک(به انگلیسی: Coke) شهرستانی در ایالت تگزاس از ایالات جنوبی ایالات متحده آمریکا است.

## شهرها
- بلک ول
- رابرت لی
- سیلور
- تنیسون